# Owe Forsberg
Karl Harry Owe Forsberg, född 9 maj 1927 i Göteborg, död 21 oktober 1963 i Göteborgs Karl Johans församling, var en svensk målare och grafiker.
Han var son till typografen Germund Forsberg och Carla Ström och från 1948 gift med Eva Reidun Meling. Han var alldeles nyskild då han avled. Barn: Owe Rene Forsberg, Pierre Forsberg och Lotta Forsberg.
Forsberg studerade för Nils Wedel vid Slöjdföreningens skola i Göteborg 1949-1950 och under studieresor till Norge, Danmark, Italien och Afrika. Tillsammans med Janus Jahn ställde han ut på Börjessons konsthandel i Göteborg 1951.